# Brachyinsara hemiptera
Brachyinsara hemiptera är en insektsart som beskrevs av Morgan Hebard 1939. Brachyinsara hemiptera ingår i släktet Brachyinsara och familjen vårtbitare. Inga underarter finns listade i Catalogue of Life.